# Papillon (альбом Лары Фабиан)
Papillon — четырнадцатый студийный и десятый франкоязычный альбом Лары Фабиан, выпущенный в 2018 году на лейблах 9 Productions и  Odacity Music. В 2020 году альбом был переиздан под названием Papillon(s) с бонус-треками.

## Список композиций
Слова и музыка всех песен — Лара Фабиан, Шэрон Вон и Мо Денеби.
| №   | Название            | Длительность |
| --- | ------------------- | ------------ |
| 1.  | «Papillon»          | 3:58         |
| 2.  | «Je suis à toi»     | 3:19         |
| 3.  | «Changer le jeu»    | 3:24         |
| 4.  | «Par amour»         | 3:40         |
| 5.  | «Je ne t'aime plus» | 3:16         |
| 6.  | «Alien»             | 3:09         |
| 7.  | «Pardonne»          | 3:16         |
| 8.  | «Superman»          | 3:38         |
| 9.  | «Sans ton amour»    | 4:11         |
| 10. | «L'animal»          | 4:09         |
| 11. | «Alcyon»            | 3:27         |

| №   | Название          | Длительность |
| --- | ----------------- | ------------ |
| 12. | «En chemin»       | 3:06         |
| 13. | «C'est l'heure»   | 3:26         |
| 14. | «Undefeated Love» | 4:40         |

## Чарты
| Чарт (2019)                     | Пиковая позиция |
| ------------------------------- | --------------- |
| Бельгия/Фландрия (Ultratop)     | 56              |
| Бельгия/Валлония (Ultratop)     | 2               |
| Канада (Canadian Albums Chart)  | 20              |
| Франция (SNEP)                  | 12              |
| Швейцария (Schweizer Hitparade) | 58              |